# Malaxis tridentula
Malaxis tridentula là một loài thực vật có hoa trong họ Lan. Loài này được (Schltr.) Christenson mô tả khoa học đầu tiên năm 1996.